# Calophyllum walkeri
Calophyllum walkeri är en tvåhjärtbladig växtart som beskrevs av Robert Wight. Calophyllum walkeri ingår i släktet Calophyllum och familjen Calophyllaceae. Inga underarter finns listade i Catalogue of Life.